# Anne Laurens
Anne Laurens (née en 1927) est une comédienne française.

## Filmographie
- 1938 : L'Ange que j'ai vendu de Michel Bernheim
- 1938 : Métropolitain de Maurice Cam - Suzanne
- 1939 : Cavalcade d'amour de Raymond Bernard
- 1940 : Remorques de Jean Grémillon - Marie Poubennec
- 1942 : L'Homme sans nom de Léon Mathot - La fiancée d'André
- 1945 : Transports rapides de Pierre Montazel - court métrage -
- 1945 : L'Ange qu'on m'a donné de Jean Choux
- 1949 : Le Grand Cirque de Georges Péclet - Sybil
- 1949 : Pas de week-end pour notre amour de Pierre Montazel

## Théâtre
- 1946 : Le Rendez-vous de Senlis de Jean Anouilh, mise en scène André Barsacq, Théâtre de l'Atelier